# Villa Gonzaga-Zani

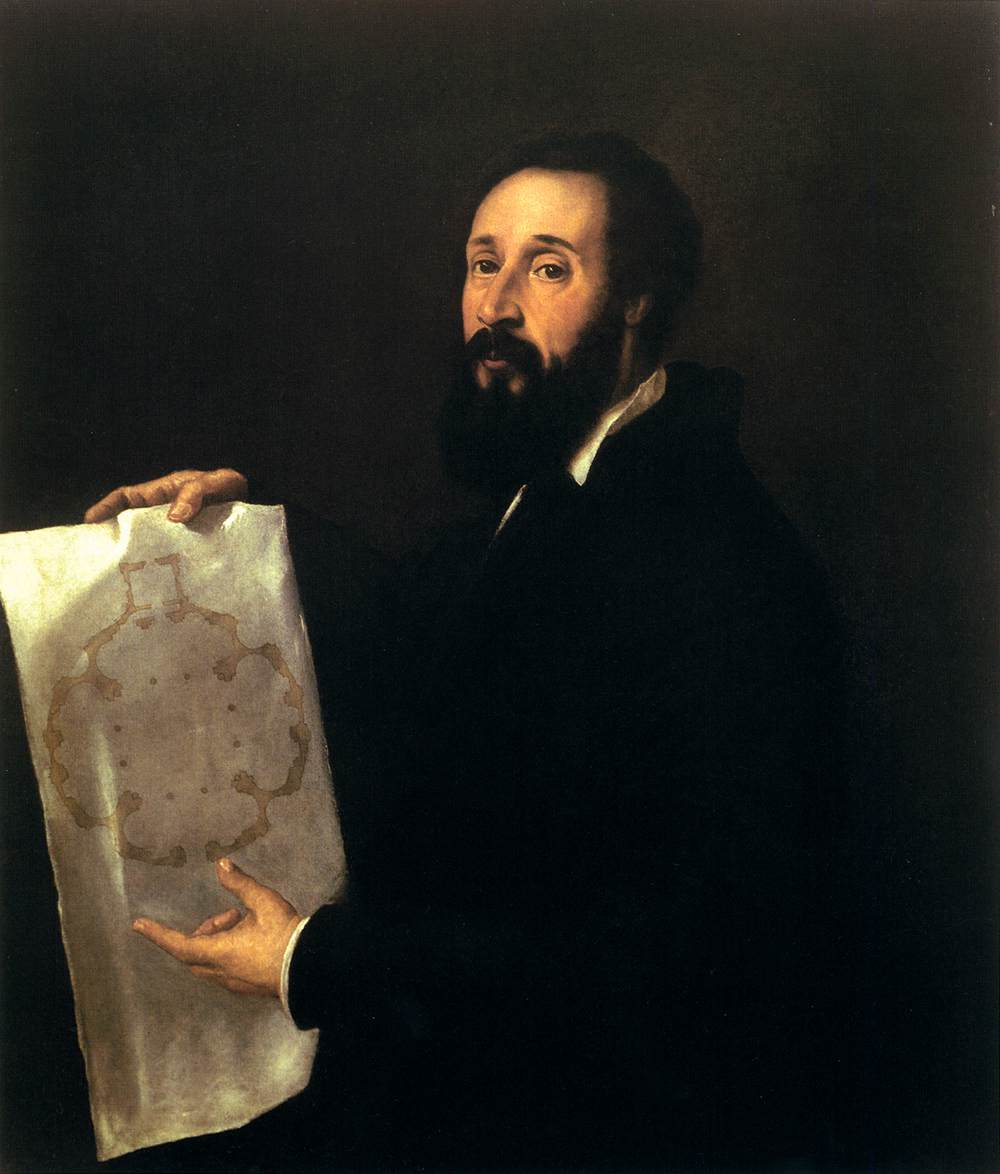
Tiziano Vecellio Ritratto di Giulio Romano, Mantova, collezioni provinciali, 1536

Villa Gonzaga-Zani è uno storico edificio di Villimpenta, in provincia di Mantova.

## Storia e descrizione
Non è nota la data esatta di edificazione della villa, ma un documento del 1561 informa del passaggio di proprietà dalla famiglia Gonzaga, duchi di Mantova, ad un certo Antonio da Passano. È lecito pertanto supporre che la famiglia gonzaghesca abbia dato l'incarico di costruzione all'architetto di corte del tempo, ossia a Giulio Romano, che operò a Mantova dal 1525 al 1546 e che lasciò un'impronta indelebile anche in altre costruzioni del contado. La villa passò nuovamente nelle proprietà dei Gonzaga nel 1587 con il duca Guglielmo, con Margherita Gonzaga e con Vincenzo I Gonzaga, sino al 1610 quando venne ceduta al conte Massimo Emilei, il cui stemma campeggia sulla facciata dell'edificio. Dal 1847 fu ceduta ai principi Giovanelli e da ultimi alla famiglia Zani, attuali proprietari.
La villa è a pianta rettangolare con loggia di accesso e salone centrale ai cui lati si aprono due edifici separati e indipendenti.
Nel 1975 la villa fu utilizzata per le riprese del film Salò o le 120 giornate di Sodoma di Pier Paolo Pasolini.